# El Popular (Uruguay)
El Popular es un semanario uruguayo de izquierda orientado por el Partido Comunista del Uruguay. 

## Historia
Su primer número aparece el 1 de febrero de 1957. Su fundación se vincula a la estrategia de acumulación de fuerzas del Partido Comunista trazada en el su XVI Congreso que tuvo lugar un año antes. Los redactores responsables en esta época fueron Enrique Rodríguez, Eduardo Viera y el dirigente político Reyes Daglio integrante del Frente Izquierda de Liberación (FIDEL).
Como lo indica Gerardo Leibner, frente a la rigidez y austeridad de Justicia, el "órgano oficial del Partido Comunista del Uruguay", El Popular se presentaba como un diario comunista "cuyo centro de interés era el mundo exterior al partido".
Su primera época culmina el 30 de noviembre de 1973 cuando es clausurado por la dictadura cívico-militar, en el poder desde junio de ese año.
Su segundo período de publicación comenzó en marzo de 1985 y se extendió hasta su cierre en 1989. En ese momento se fusiona con La Hora, dando surgimiento a La Hora Popular, que por su parte se publicó hasta 1991.
Su tercera época de publicación comenzó con el lanzamiento de su primer número el 18 de abril de 2008, y se extiende hasta el presente.
Una marca de la memoria en la vereda frente al Palacio Lapido recuerda el lugar donde se encontraba El Popular.